# Municipio de East Brunswick (Nueva Jersey)
El municipio de East Brunswick (en inglés: East Brunswick Township) es un municipio ubicado en el condado de Middlesex en el estado estadounidense de Nueva Jersey. En el año 2010 tenía una población de 47.512 habitantes y una densidad poblacional de 819 personas por km².

## Geografía
El municipio de East Brunswick se encuentra ubicado en las coordenadas 40°26′3″N 74°24′18″O / 40.43417, -74.40500.

## Demografía
Según la Oficina del Censo en 2000 los ingresos medios por hogar en el municipio eran de $75.956 y los ingresos medios por familia eran $86.863. Los hombres tenían unos ingresos medios de $60.790 frente a los $38.534 para las mujeres. La renta per cápita para la localidad era de $33.286. Alrededor del 2.8% de la población estaba por debajo del umbral de pobreza.